# سبخة شريطة
سبخة شريطة هي سبخة تقع في ولاية المهدية من الوسط الشرقي التونسي، جنوب شرقي مدينة بوحجلة وشمال غربي مدينة الجم. موقعها الجغرافي  35°34'42 شمالا و  10°31'47 شرقا.
| سبخة شريطة |